# Vernonia newbouldii
Vernonia newbouldii là một loài thực vật có hoa trong họ Cúc. Loài này được Beentje & Mesfin mô tả khoa học đầu tiên năm 2002.